# Eburia lewisi
Eburia lewisi es una especie de escarabajo longicornio del género Eburia, tribu Eburiini, familia Cerambycidae. Fue descrita científicamente por Fisher en 1948.
Se distribuye por islas Caimán.

## Descripción
La especie mide 18-22 milímetros de longitud. El período de vuelo ocurre en los meses de mayo y junio.